# Licq
Licq je svobodný software-klon originálního ICQ klienta. Běží na Linuxu a jiných Unix systémech. Nejnovější verze podporují ICQ/AIM a MSN. Licq má mnoho vlastností, je například schopen zakódovat zprávu za použití SSL při komunikaci s kontaktem, který používá Licq, mICQ nebo SIM.
Licq je pod licencí GNU General Public License. Uživatelské rozhraní poskytuje programátorská knihovna Qt, k dispozici je však i plugin icqnd přinášející GTK+ rozhraní.